# Ленківці (мікрорайон)
Ленківці — мікрорайон м.Чернівці, на заході Садгірського району. Приєднаний до обласного центру в 1964 році.
За цей час сталося дві визначні події: було проведено газ і встановлено телефони. У Ленківцях немає жодної заасфальтованої вулиці — вони й досі покриті гравієм.

## Історична довідка
Ленківчани стверджують, що саме з їхнього поселення почалися Чернівці. Це доводять залишки земляного валу Ленковецького городища. Археологічні розкопки засвідчили, що земляний вал спорудили галицькі князі ще в давньоруські часи — наприкінці ХІІ — на початку ХІІІ століття, і тоді він відігравав важливу оборонну роль. Ленковецьке поселення складалося з трьох основних частин: укріпленого дитинця, де зосереджувалася військово-феодальна знать, міських посадів, де мешкали ремісники і дрібні торговці, та селища Слободи, де трудилися землероби.
Фортеця стояла на перехресті торгових шляхів у долині річки Прут, захищена з півночі непрохідними болотами урочища Багна. Оборонні укріплення складалися з декількох ровів, заповнених водою, дерев'яного частоколу і земляного валу завширшки п'ять метрів. Під час ворожого нападу стрімкі глиняні схили поливалися водою. Піднятися по них під градом каміння було майже неможливо. Фортецю було збудовано без жодного цвяха. Розкопані на території городища житла підтверджують, що мешкали в них дружинники різних статків. Багатші займалися ще й торгівлею і, можливо, збирали мито з купецьких караванів. У центрі дитинця розміщувався великий будинок із підвалом, що, ймовірно, належав комендантові фортеці. На території міських посадів мешкали різні ремісники, які складали основну частину населення. А селищем, де мешкали здебільшого землероби, володіла родина Ленца, від якої, власне, і походить назва поселення. Урочище «Селище» згадується і пізніше в літописі 23 лютого 1488 року під назвою «Ленцовичове село». Хоча Раймунд Фрідріх Кайндль стверджує, що назва Ленківці походить від слова «лек», тобто луг, заболочена місцевість. Й досі територію між Ленківцями та Рогізною старожили називають Багнами.
Ленковецька фортеця простояла майже століття, і була повністю зруйнована під час великої пожежі.
У давні часи Прут був дуже повноводним і часто виходив із берегів. 1837-го та 1889-го років Ленківці опинилися повністю під водою, мешканців навіть довелося евакуювати. Цілком зрозуміло, чому міське поселення, котре стало початком Чернівців, довелося переносити на безпечніший правий берег Пруту.
У 30-х роках минулого століття у стодолі Григорія Веренка діяв Український народний театр, який ставив п'єси Тараса Шевченка та Ольги Кобилянської.
В Ленківцях у бабусі та дідуся провів свої дитячі роки знаний всьому світові художник Микола Бідняк, котрий, не маючи обох рук, малював дивовижні картини, тримаючи пензель зубами.
Уперше в Україні 1996 року споруджено пам'ятник «Примирення». На одному боці гранітної плити викарбувано прізвища односельців, котрі загинули в роки Великої Вітчизняної війни в радянській армії, на другому — вояків ОУН-УПА. Біля монумента посаджено кущі калини, збудувано капличку.
14 січня 2009 року відбулося урочисте відкриття Будинку культури «Ленківці», який обслуговуватиме понад 3 тисячі мешканців цього мікрорайону.

## Персоналії
- Боднар Флоріан Григорович — педагог, афорист, гуморист.
- Саїнчук Корнелій Ілліч — музикант, диригент, краєзнавець, педагог, культурно-громадський діяч.
- Ткач Антон Ілліч — відомий культурний діяч, голова Кам'янського сільського господарства, голова фермерської комісії України.
- Гіна Георгій Миколайович ( •  1932) — скрипаль, композитор, диригент, фольклорист, педагог, культурно-громадський діяч, народний артист України, професор